# Raymond Khoury
Raymond Khoury (ar. ريمون خوري) (ur. w 1960 w Bejrucie) – libański pisarz i scenarzysta, tworzący w języku angielskim, najbardziej znany z bestselleru Ostatni templariusz (2005).

## Życiorys i twórczość
Raymond Khoury urodził się w Bejrucie w 1960 roku. Po wybuchu wojny domowej w Libanie w 1975 roku jego rodzina wyjechała do Stanów Zjednoczonych osiadając w mieście Rye. Po ukończeniu Rye Country Day School powrócił do Libanu, aby studiować architekturę na Uniwersytecie Amerykańskim w Bejrucie. Podczas studiów, w czasie trwającej wojny domowej, zilustrował kilka książek dla dzieci dla bliskowschodniego oddziału Oxford University Press. Gdy ukończył studia, wojna domowa ponownie wybuchła, wskutek czego został w lutym 1984 roku ewakuowany z miasta przez jednostkę United States Marine Corps na pokładzie śmigłowca. Przeniósł się do Londynu, gdzie rozpoczął praktykę w niewielkiej firmie architektonicznej. Praca ta była jednak daleka od jego oczekiwań, ponieważ sytuacja architektów w połowie lat 80. w większości krajów Europy wyglądała kiepsko. Khoury postanowił w tej sytuacji zmienić plany zawodowe i rozpoczął studia w INSEAD w Fontainebleau. Po ukończeniu programu MBA powrócił do Londynu, gdzie rozpoczął pracę w Banque Paribas Capital Markets. Pracował tam 3 lata. Niezadowolony ze świata bankowości inwestycyjnej postanowił poszukać bardziej twórczego zajęcia i związał się z pewnym bankierem, który parał się branżą filmową i który wprowadził go do świata filmu. Khoury zaczął pisać scenariusze. Dokonał adaptacji powieści Melvyna Bragga The Maid of Buttermere pisząc jednocześnie własny scenariusz, Ostatni Templariusz. Tymczasem scenariusz The Maid of Buttermere dotarł do Roberta De Niro, który ogłosił, iż chciałby zostać producentem opartego na nim filmu i zagrać w tym filmie główną rolę. Gdy jednak Ostatni templariusz został wydany jako książka, która następnie stała się bestsellerem, Khoury postanowił poświęcić się pisaniu powieści. Jego książki zostały przetłumaczone na ponad 40 języków.

## Życie prywatne
Khoury mieszka w Londynie z żoną i dwiema córkami.

## Cykl z Sean Reilly i Tess Chaykin
- 2005 – Ostatni templariusz  (tytuł oryginalny: The Last Templar)
- 2010 – Zbawienie templariuszy (The Templar Salvation)
- 2012 – Diabelski eliksir (The Devil's Elixir)
- 2013 – Cień Rasputina (Rasputin's Shadow)
- 2016 – Decydująca rozgrywka (The End Game)

## Pozostałe powieści
- 2007 – Sanktuarium (The Sanctuary)
- 2009 – Znak (The Sign)
- 2019 – Osmański sekret (Empire of Lies)